# Yuri Matiyasévich

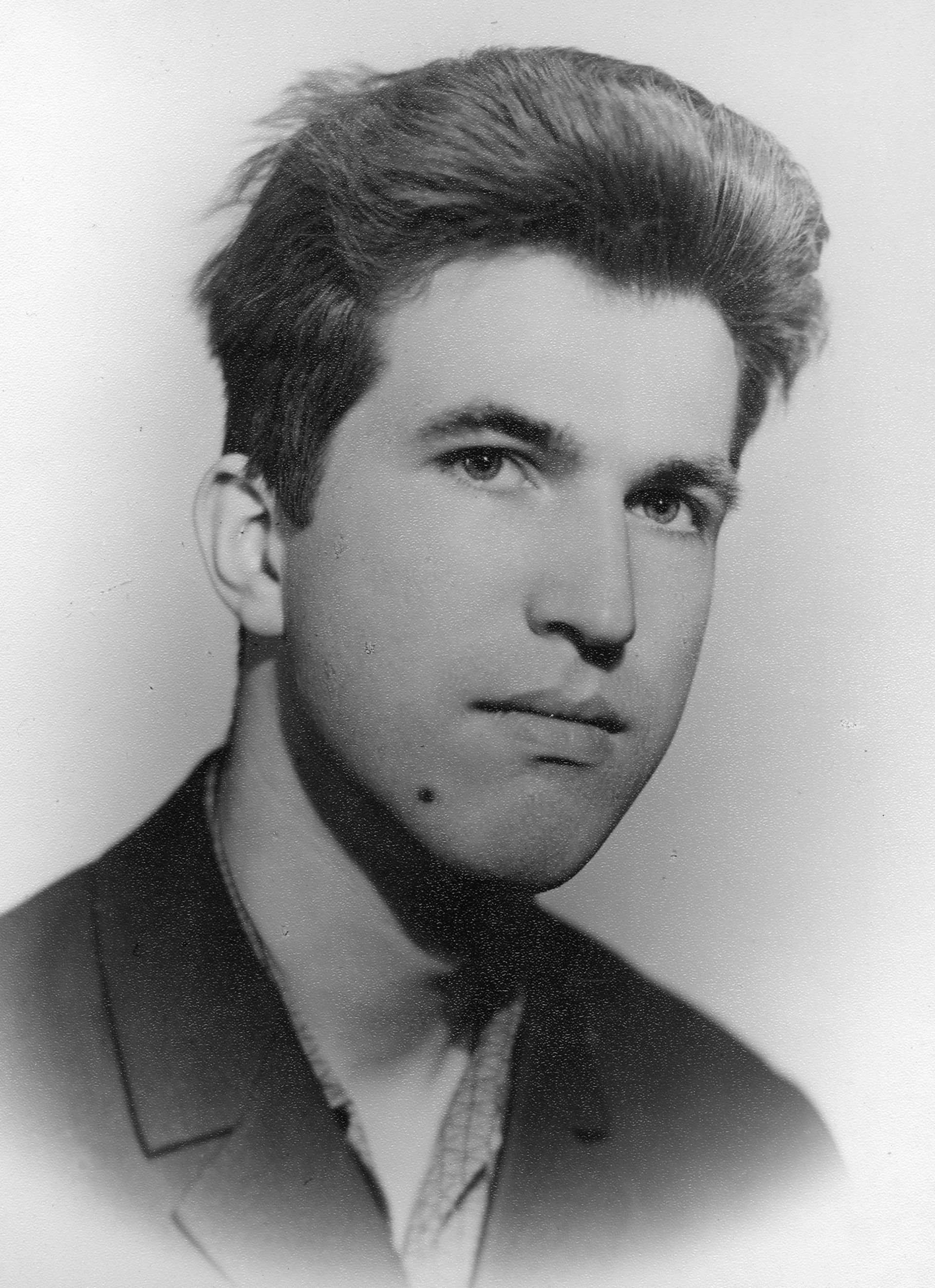
Yuri Matiyasévich

Yuri Vladímirovich Matiyasévich, (Юрий Владимирович Матиясевич, Leningrado, 2 de marzo de 1947) es un matemático ruso. En 1964 obtuvo el primer premio de la 6º Olimpiada Internacional de Matemática que tuvo lugar en Moscú.
Matiyasévich se graduó en el Departamento de Matemáticas y Mecánica de la Universidad Estatal de Leningrado en 1969. Es muy conocido por su solución negativa del décimo problema de Hilbert, presentada en su tesis doctoral, en LOMI, el Departamento de Leningrado del Instituto de Matemáticas Steklov.
En 1997 fue seleccionando para la Academia rusa de las Ciencias. Actualmente dirige el Laboratorio de Lógica Matemática en LOMI, el cual se conoce como el Departamento de Petersburgo del Instituto de Matemáticas de Steklov de la Academia Rusa de las Ciencias, o el PDMI RAS. 